# Coltina
Coltines és un municipi francès situat al departament de Cantal i a la regió d'Alvèrnia-Roine-Alps. L'any 2007 tenia 422 habitants.

## Demografia

### Població
El 2007 la població de fet de Coltines era de 422 persones. Hi havia 171 famílies de les quals 42 eren unipersonals (15 homes vivint sols i 27 dones vivint soles), 49 parelles sense fills, 72 parelles amb fills i 8 famílies monoparentals amb fills.
La població ha evolucionat segons el següent gràfic:
Habitants censats

### Habitatges
El 2007 hi havia 227 habitatges, 168 eren l'habitatge principal de la família, 48 eren segones residències i 11 estaven desocupats. 202 eren cases i 25 eren apartaments. Dels 168 habitatges principals, 130 estaven ocupats pels seus propietaris, 37 estaven llogats i ocupats pels llogaters i 1 estava cedit a títol gratuït; 8 tenien dues cambres, 35 en tenien tres, 61 en tenien quatre i 65 en tenien cinc o més. 153 habitatges disposaven pel capbaix d'una plaça de pàrquing. A 62 habitatges hi havia un automòbil i a 85 n'hi havia dos o més.

### Piràmide de població
La piràmide de població per edats i sexe el 2009 era:
| Homes | Edats   | Dones |
| ----- | ------- | ----- |
| 0     | 95 o +  | 0     |
| 0     | 90 a 94 | 0     |
| 0     | 85 a 89 | 8     |
| 16    | 80 a 84 | 8     |
| 12    | 75 a 79 | 16    |
| 0     | 70 a 74 | 4     |
| 8     | 65 a 69 | 4     |
| 8     | 60 a 64 | 12    |
| 0     | 55 a 59 | 4     |
| 12    | 50 a 54 | 4     |
| 20    | 45 a 49 | 16    |
| 12    | 40 a 44 | 12    |
| 20    | 35 a 39 | 16    |
| 16    | 30 a 34 | 28    |
| 20    | 25 a 29 | 12    |
| 8     | 20 a 24 | 12    |
| 16    | 15 a 19 | 20    |
| 16    | 10 a 14 | 12    |
| 28    | 5 a 9   | 16    |
| 4     | 0 a 4   | 12    |

## Economia

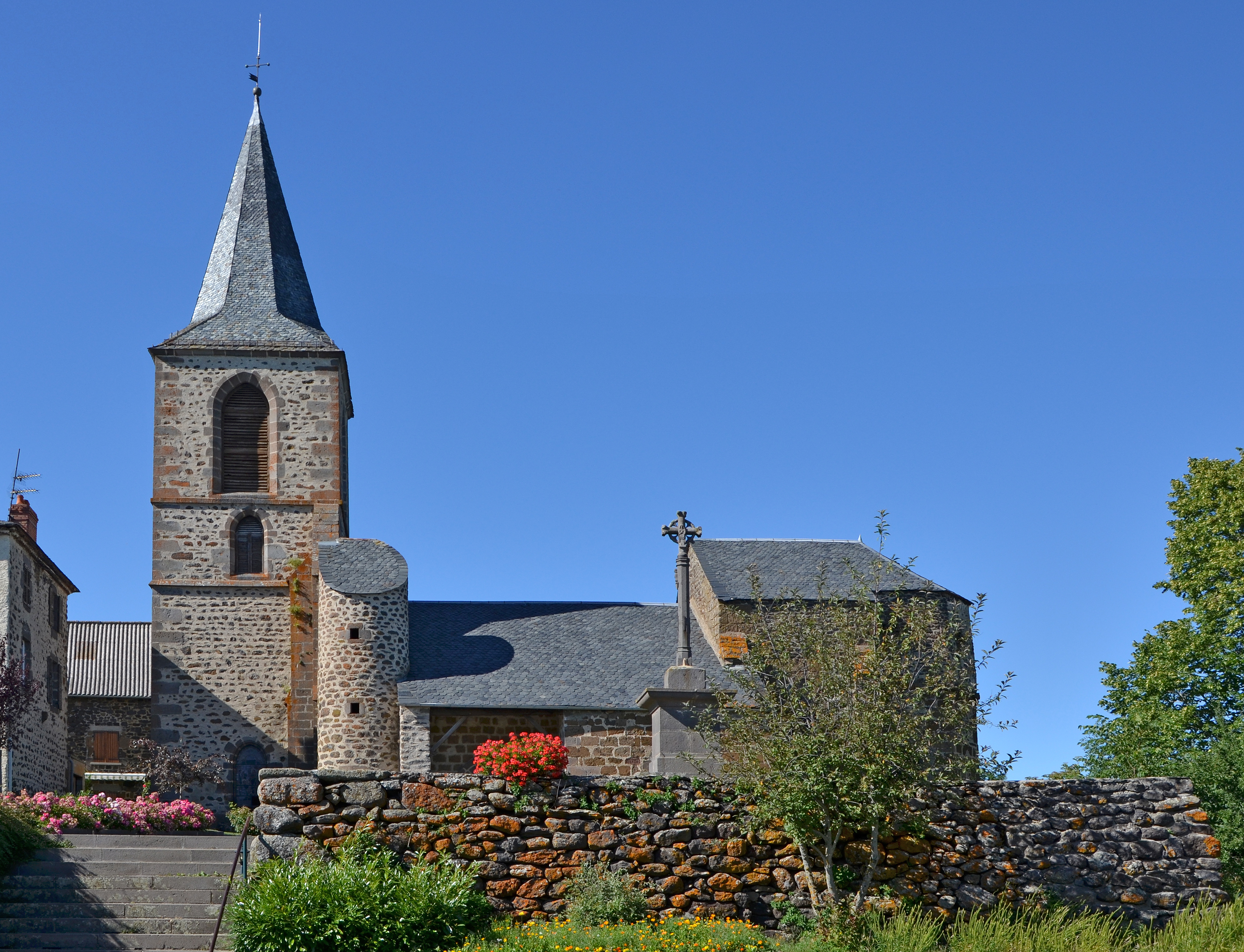
Església

El 2007 la població en edat de treballar era de 282 persones, 227 eren actives i 55 eren inactives. De les 227 persones actives 211 estaven ocupades (119 homes i 92 dones) i 17 estaven aturades (6 homes i 11 dones). De les 55 persones inactives 23 estaven jubilades, 21 estaven estudiant i 11 estaven classificades com a «altres inactius».

### Ingressos
El 2009 a Coltines hi havia 168 unitats fiscals que integraven 416,5 persones, la mediana anual d'ingressos fiscals per persona era de 15.234 €.

### Activitats econòmiques
Dels 13 establiments que hi havia el 2007, 3 eren d'empreses de construcció, 2 d'empreses de comerç i reparació d'automòbils, 2 d'empreses de transport, 2 d'empreses d'hostatgeria i restauració, 2 d'empreses immobiliàries, 1 d'una empresa de serveis i 1 d'una empresa classificada com a «altres activitats de serveis».
Dels 5 establiments de servei als particulars que hi havia el 2009, 2 eren paletes, 1 fusteria, 1 perruqueria i 1 restaurant.
L'any 2000 a Coltines hi havia 24 explotacions agrícoles que ocupaven un total de 1.440 hectàrees.

## Equipaments sanitaris i escolars
El 2009 hi havia una escola elemental.

## Poblacions més properes
El següent diagrama mostra les poblacions més properes.